# ريسيرش غيت
ريسيرش غيت (بالإنجليزية: ResearchGate)‏ و(بالعربية: بوابة الأبحاث) هو موقع ويب لشبكة اجتماعية وأداة تعاون مجانية موجهة للباحثين العلميين من جميع تخصصات العلوم. ريسيرش غيت توفر تطبيقات شبكية بما في ذلك البحث الدلالي (بحث لملخصات كاملة)، تبادل الملفات، تقاسم قاعدة البيانات للمنشورات (مثل مكاتب اندنوت EndNote)، منتديات، مناقشات منهجية، مجموعات...إلخ. باستطاعة المشتركين أيضاً إنشاء مدونة خاصه بهم في الشبكة. منذ عام 2008 جمعت شبكة ريسيرش غيت قاعدة مستخدمين لأكثر من 1,400,000 باحث من 192 بلد.
من بين الأدوات الأخرى أبتكرت ريسيرش غيت محرك بحث دلالي يستعرض الموارد الداخلية في الشبكة وقواعد بيانات رئيسية خارجية للأبحاث بما في ذلك NASA Library ،arXiv ،CiteSeer ،PubMed...وغيره للوصول إلى الأبحاث. وقد تم تطوير محرك البحث لتحليل سلسلة من المصطلحات المستخدمة في عمليات البحث أطول من كلمات البحث القياسية، أي تحليل خلاصات كاملة بفكرة زيادة المصطلحات للحصول على نتائج أكثر دقة.
كما أنه يتم استخدام نفس النوع من المطابقة الدلالية في الشبكة لمساعدة الأعضاء بالتواصل فيما بينهم من خلال تحليل المعلومات المقدمة في بروفيل المستخدم، فيتم اقتراح مجموعات، أعضاء وأبحاث التي تناسب اهتمامات المستخدم. يوجد أكثر من 1100 مجموعه تم إنشاؤها في الشبكة. ويمكن لهذه المجموعات ان تكون مفتوحة لجميع المستخدمين أو يتم إعدادهن كمجموعات خاصه ومغلقه لمنشئيها. يمكن لأي عضو إنشاء مجموعة جديدة في أي وقت. كل مجموعة تحتوي على برامج تعاونية، على سبيل المثال، أداة مشاركة تسمح للمستخدمين أن يتعاونوا مع زملائهم في كتابة وتحرير الوثائق. وأدوات أخرى تتضمن جدولة مواعيد وخيارات للتصويت والمسح الدراسي. العديد من المنظمات العلمية والمؤتمرات الدولية تستخدم ريسيرش غيت كموقع للتواصل والتعاون ووضع قوائم تفاصيل متعددة. وقد صَممت أيضاً شبكة ريسيرش غيت شبكات فرعية تسمى بـ Subcommunities (بالعربية: مجتمعات فرعية) لبعض من المظمات العلمية الكبيرة والتي لا يستطيع دخولها إلا أعضاء المنظمات المعنية.
وقد تم إنشاء صفحات تحتوي على قوائم فرص عمل دولية للعلماء. يمكن للمستخدم تصفية وتعديل البحث لنوع الوظيفة الشاغرة بكلمة البحث، بالمنصب، بالمجال أو بالبلد. في عام 2009 دخلت شبكة ريسيرش غيت ثورة الوصول المفتوح (بالإنجليزية: Open Access) عند ابتكارها أداة تساعد الباحثين والعلماء تحميل أبحاث ومنشورات سابقة مع احترام قوانين واتفاقيات حقوق التأليف والنشر. يمكن الحصول على كل هذه الأبحاث والمنشورات ضمن الموارد الداخلية للشبكه التي يمكن لمحرك الباحث الدلالي إيجادها بسهولة. وباستطاعة المستخدمين قرائة وتنزيل هذه المنشورات مجاناً.

## وصلات خارجية
موقع ريسرش غيت